# Hirundichthys
Hirundichthys (Breder, 1928) è un genere di pesci ossei marini appartenenti alla famiglia Exocoetidae.

## Distribuzione e habitat
Il genere si trova in tutti i mari e gli oceani tropicali e subtropicali. Nel mar Mediterraneo sono presenti due specie, H. rondeletii ed H. speculiger.
Sono epipelagici e si incontrano sia in acque costiere che in alto mare.

## Biologia
Come tutti gli Exocoetidae o pesci volanti sono in grado di uscire dall'acqua e di intraprendere brevi voli per sfuggire ai predatori aiutandosi con le pinne pettorali molto sviluppate.

## Tassonomia
Il genere comprende 12 specie:
- Hirundichthys affinis
- Hirundichthys albimaculatus
- Hirundichthys coromandelensis
- Hirundichthys ilma
- Hirundichthys indicu
- Hirundichthys marginatus
- Hirundichthys oxycephalus
- Hirundichthys rondeletii
- Hirundichthys rufipinnis
- Hirundichthys socotranus
- Hirundichthys speculiger
- Hirundichthys volador